# 農口尚彦
農口 尚彦（のぐち なおひこ、1932年12月24日 - ）は、日本の杜氏、現代の名工。
各種ある日本酒の製法うち、吟醸酒ブームや山廃（やまはい）仕込み復活の中心人物の一人である。

## 略歴
- 1932年（昭和7年）12月24日 - 石川県珠洲郡内浦町（現・能登町）に祖父と父の二代続く杜氏の家に生まれる。
- 1947年（昭和22年） - 松波新制中学校を卒業。
- 1949年（昭和24年） - 16歳の時、山中正吉商店で修行を始める[1]。その後は三重県の造り酒屋などで修行を積む。
- 1961年（昭和36年） - 菊姫合資会社の杜氏に就任。
- 1990年（平成2年） - 菊姫大吟醸がJALファーストクラス用の日本酒として初採用される。
- 1995年（平成7年） - 写真集『大吟醸』[2]に被写体として掲載される。
- 1997年（平成9年） - 菊姫合資会社を定年退職。
- 1998年（平成10年） - 鹿野酒造合資会社の杜氏に就任。
- 2003年（平成15年） - 『魂の酒』発行。
- 2006年（平成18年） - 「現代の名工」認定、「厚生労働大臣表彰」受賞。
- 2008年（平成20年） - 黄綬褒章受章。
- 2010年（平成22年） - NHK『プロフェッショナル 仕事の流儀』[3]に出演。
- 2012年（平成24年） - 鹿野酒造合資会社を退職。
- 2013年（平成25年） - 農口酒造の杜氏として復活する。
- 2014年（平成26年） - 『和風総本家』「81歳の杜氏・農口尚彦　幻の名酒再生秘話」（テレビ東京）に出演。
- 2017年（平成29年） - 農口尚彦研究所で杜氏として復活する。[4]
- 2023年（令和5年） - 文化庁長官表彰[5]
- 2024年（令和6年） - テレビドラマ『＃居酒屋新幹線2』第7話（MBS/TBS系）に本人役で出演。

## 著作物
- 『魂の酒』 2003年 ポプラ社 ISBN 4-591-07853-1

## 参考資料
- 河野裕昭『大吟醸 : 河野裕昭写真集』、写真集『大吟醸』を出版する会、1995年。
- 『魂の酒、秘伝の技, プロフェッショナル 仕事の流儀』（テレビ放送）NHK総合テレビジョン、2010年3月9日。